# تشارلز باترورث
تشارلز باترورث (بالإنجليزية: Charles Butterworth)‏ هو فيلسوف أمريكي، ولد في 1938.